# Lori Greiner
Lori Greiner (9 de Dezembro de 1969) é uma inventora, empreendedora, e celebridade americana, conhecida como tubarão na série americana Shark Tank tendo sido chamada de "Rainha do QVC". Lori apareceu também no spin-off, Beyond the Tank. Desde 1998 que tem um programa na QVC chamado "Clever & Unique Creations Show." É também presidente e fundadora numa empresa em Chicago For Your Ease Only, Inc.fundada em 1996 que se dedica ao desenvolvimento de produtos e ao Marketing. Ajudou também a lançar mais de 400 produtos e detém mais de 120 patentes Americanas e Internacionais.

## Início da Carreira
Greiner cresceu no Near North Side, Chicago, segunda filha de um desenvolvedor de produtos imobiliários e de uma psicóloga. Os seus pais divorciaram-se quando tinha apenas 9 anos. Lori Greiner formou-se em comunicação, com foco em jornalismo, televisão e cinema na Loyola University Chicago, e trabalhou para o Chicago Tribune enquanto estudava. Ela foi também membro da Alpha Kappa Psi - Gamma Iota chapter, uma fraternidade de negócios e empreendedorismo no campus. Vendendo depois a sua joia da fraternidade.

## Carreira
Greiner começou por criar uma caixa que organizava brincos, que mais tarde patenteara. Usando dinheiro emprestado criou uma amostra do produto que foi utilizado no J.C. Penney antes das férias. Dezoito meses mais tarde o produto respondeu, "Fê-la rica"
Em 2012, Greinar juntou-se á famosa série americana Shark Tank e fora chamada de "Tubarão de sangue quente". Em 2014, o seu investimento na Scrub Papa, uma empresa que produz uma esponja revolucionária, mudando a textura (o material é duro na água fria, mas suave quando quente), observou-se como um grande sucesso. Em 30 de julho de 2014, ela vendeu mais de 2 milhões de esponjas na QVC (num só 1 dia).
Em 30 de abril de 2016, Scrub Papa ainda reina como "a maior história de sucesso na história Shark Tank", com vendas de mais de 75 milhões de dólares americanos e uma linha de produtos em crescimento vendidos em numa infinidade de lojas
Outros investimentos de Lori Greiner no top 18 do Shark Tank até 30 de Abril de 2016 incluem: Squatty Potty, Readerest, Paint Brush Cover, Hold Your Haunches, Drop Stop, FiberFix, e Screenmend.
Em 2011, ela discursou na primeira "Patent and Trademark Office Women's Entrepreurship Symposium" Americano Em Março de 2014 publicou o livro Invent it, Sell it, Bank it! – Make Your Million Dollar Idea into a Reality, que atingiu o 3.º lugar no Wall Street Journal's Best Seller List.

## Vida Pessoal
É casada com Daniel Greiner, um ex-controlador da Bell & Howell antes de se tornar gerente das finanças da empresa da sua mulher, "For Your Ease Only, Inc".

## Publicações Selecionadas
- Greiner, Lori. Invent It, Sell It, Bank It!: Make Your Million-Dollar Idea into a Reality, New York : Ballantine Books, 2014. ISBN 978-0-8041-7643-9.